# Ресурс-Ф
Ресурс-Ф — серия советских (российских) космических аппаратов ДЗЗ (фотонаблюдения).
Используются в целях народного хозяйства. Обеспечивают синхронную крупномасштабную и спектрозональную фотосъёмку поверхности Земли в видимом диапазоне спектра электромагнитного излучения. Информация, получаемая с помощью КА, используется в интересах геодезии и картографии, изучения природных ресурсов Земли, контроля за районами сейсмической активности, за водо- и землепользованием, экологическим состоянием окружающей среды, для составления и обновления топографических карт.
Фотоснимки, полученные с помощью «Ресурсов», используются для картографирования земной поверхности в масштабе до 1:200000 («Ресурс-Ф1») и до 1:50 000 («Ресурс-Ф2»). С их помощью были стерты «белые пятна» на картах Памира и Тянь-Шаня, дополнены и уточнены карты Чукотки, Новой Земли, Курильских островов, пустынь Средней Азии, приполярных районов Антарктиды.
Спутник обеспечивает фотосъёмку со значительно более высоким разрешением, чем КА предыдущего поколения («Фрам»).
КА разработан в середине 1970-х годов на базе разведывательных спутников серии «Зенит-4» и конструктивно состоит из спускаемого аппарата (СА), приборного отсека, тормозной двигательной установки и корректирующей двигательной установки.
Является частью космической системы «Ресурс», состоящей из трёх подсистем — «Ресурс-О», «Ресурс-Ф» и «Океан-О».
КА типа «Ресурс-Ф» способен выводить на орбиту научную аппаратуру для проведения различных экспериментов в условиях космического пространства. Научная аппаратура может находиться в спускаемом аппарате и в контейнере научной аппаратуры, установленном на поверхности СА. Аппаратура работает в космосе при открытой крышке контейнера. Перед спуском крышка закрывается, и научная аппаратура доставляется на Землю. Установленные снаружи КА приборы не возвращаются на Землю, информация с них может передаваться только по радиотелеметрической системе.
В частности, на некоторых Ресурс-Ф, дополнительно устанавливался контейнер научной аппаратуры (КНА) для проведения эксперимента «Бериллий-7». Целью его является регистрация частиц изотопа бериллия 7Be в условиях космического полёта. Регистрация осуществляется с помощью стальной фольги (пластины), которая в процессе полёта находится за пределами КНА, перпендикулярно к направлению полёта. Перед посадкой КА пластина убирается внутрь КНА, который автоматически закрывается крышкой.
На сегодняшний день запуски фотографических КА, и в частности спутников Ресурс серии Ф, завершены.

## Модификации

### Ресурс-Ф1
Космические аппараты серии «Ресурс-Ф1» использовались с 1979 года по 1993 год. Первый запуск КА «Ресурс Ф1» (17Ф41 № 11) состоялся 5 сентября 1979 г. под названием «Космос-1127». 18.09.1979 — посадка СА Космоса-1127.
Два КА были утрачены в результате аварий РН 18 июня 1987 г.(Ресурс-Ф1 14Ф40 № 105, РН Союз-У ПВБ 77015 −105) и 27 июля 1988 г (Ресурс-Ф1 14Ф43 № 30, РН Союз-У ПВБ 78039 −130).
КА «Ресурс-Ф1» может находиться на орбите до 25 суток. Из них 11 суток аппарат находится в дежурном режиме, то есть с выключенными системой ориентации и некоторыми другими бортовыми системами. Наличие дежурного режима позволяет увеличить срок существования КА на орбите и обеспечивает 2-х кратное покрытие части межвиткового интервала, используемое для повторного фотографирования.
Характеристики:
- Способ доставки информации: в спускаемом аппарате
- Количество циклов доставки информации: 1
- Параметры рабочих орбит:

— средняя высота съёмки: 240 км.
— наклонение плоскости орбиты — 82.3, 72.9 градуса
— высота эллиптической орбиты:
минимальная — 188 км.
максимальная — 287 км.
Срок активного существования — до 25 суток (из них 19 в режиме съёмки)
- Масса КА — 6300 кг.
- Масса научной аппаратуры — 800 кг.
- Ракета-носитель — «Союз»
- Камеры:

КАТЭ-200 — 3 штуки;
КФА-1000 — 2 штуки.
Комплекс исследовательской аппаратуры спутника «Ресурс-Ф1» состоит из трёх широкоформатных топографических аппаратов КАТЭ-200, которые позволяют получать синхронные снимки поверхности Земли с разрешением до 15…20 м, и двух длиннофокусных широкоформатных аппаратов КФА-1000 для спектрозональной съёмки с разрешением до 6…8 м. С помощью звёздного фотоаппарата производится фотографирование звезд для координатной привязки осей космического аппарата в пространстве в моменты осуществления съёмки земной поверхности.

### Ресурс-Ф1М
Спутники Ресурс-Ф1М использовались с декабря 1997 г. по октябрь 1999 г.
Ресурс-Ф1М — модернизированный Ресурс-Ф1.
Основное отличие от Ресурс-Ф1 в установленном фотокомплексе «Природа-6», вместо «Природа-4» (Ресурс-Ф1 (14Ф40, 17Ф41, 14Ф43)).
Фотоаппаратура «Природа-6», состоящая из трёх аппаратов КФА-1000, одного КАТЭ-200 и блоков управления, находится в сферическом СА спутника «Ресурс-Ф1М» диаметром 2.3 м и объёмом 4.7 м3.
Аппарат КАТЭ-200 служит для получения снимков высокого разрешения с продольным перекрытием 58 %. Аппараты КФА-1000 фотографируют земную поверхность на спектрозональную плёнку по трём маршрутам одновременно под углом 16° (слева и справа) к центральному аппарату с продольными перекрытиями 20 и 60 %. Работа аппаратов не синхронизирована.
Спутник обладает возможностью понижать высоту орбиты до 190 км для получения снимков с более высоким разрешением.
Модернизация предусматривала улучшение тактико-технических и эксплуатационных характеристик, в частности, увеличение в 1,3 раза объёма космической информации высокого разрешения за счёт расширения суммарной полосы захвата до 205 км, продление срока активного существования до 19 суток и с возможностью использования до 6 суток полёта в дежурном режиме доведение суммарного срока функционирования на орбите до 25 суток и улучшение пространственного разрешения до 3,5-5 м благодаря уменьшению высоты околокруговой рабочей орбиты с 275 до 235 км и введения эллиптической рабочей орбиты с минимальной высотой полёта 180 км.
Характеристики:
- Масса КА — 5920 кг.
- Масса спецаппаратуры — 435 кг

Средняя высота околокруговой орбиты — 237 −270 км.
- Камеры:

КАТЭ-200 — 1 штуки;
КФА-1000 — 3 штуки.
- Разрешение на местности с высоты 250 км:

— при детальной съёмке (КФА-1000) — 7-10 м (ч/б плёнка), 10-11м (спектрозональная плёнка)
— при обзорной съёмке (КАТЭ-200) — 31-33 м (ч/б плёнка)
Время существования 25 суток 9в том числе 11 сут. дрейфа).

### Ресурс-Ф2

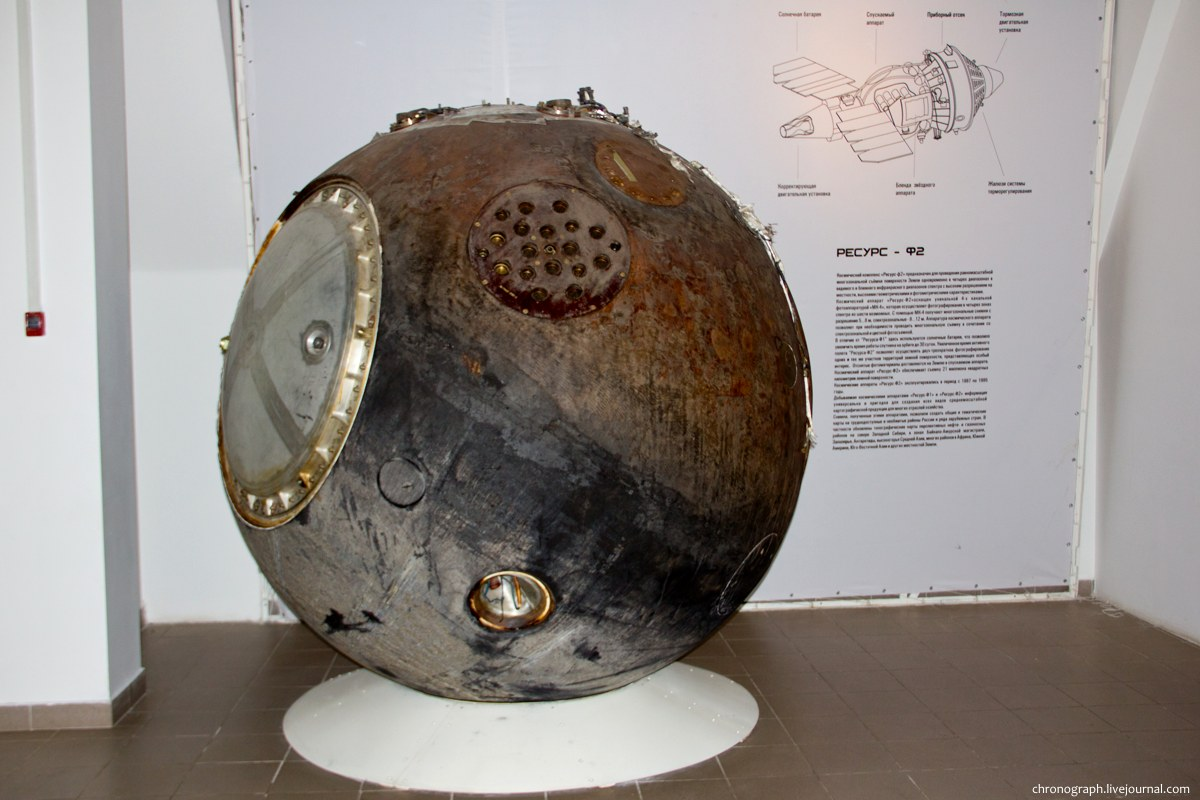
Ресурс-Ф2

Принят в штатную эксплуатацию в 1988 г.
26.12.1987 со стартовой площадки Плесецк 16/2, с помощью РН Союз-У ПВБ L15000-547, запущен первый спутник серии Ресурс-Ф2 — Ресурс-Ф2 17Ф42 № 1 (Космос-1906) 1987-108A
В отличие от «Ресурса-Ф1» использует солнечные батареи, что позволило увеличить время работы спутника на орбите до 30 суток. Увеличенное время активного полёта «Ресурса-Ф2» позволяет осуществлять двух-трёхкратное покрытие всей поверхности Земли без использования дежурного режима.
Имеет на борту камеру МК-4 (1 шт) с пространственным разрешением 6,0 — 11,0 м. (на ч/б плёнке) и 7,5 — 14,0 м. (на спектрозональной).

### Ресурс-Ф3
С начала 90-х годов находится в штатной эксплуатации
Имеет на борту 2 камеры КФА-3000 с пространственным разрешением порядка 2-3 м.
Фотоаппаратура КА этой серии работает в оптическом диапазоне и обеспечивает получение разномасштабной информации на негативных фотоплёнках с пространственным разрешением от 2 до 30 м с рабочих высот околокруговых орбит от 220 до 275 км.
Используемые типы фотосистем и фотоплёнок позволили проводить многозональную и интегральную фотосъёмку на черно-белые, спектрозональные и цветные плёнки и получать выдерживающие (в зависимости от типа плёнки, условий съёмки и т. д.) увеличение 15 крат и более.